# Glosar de termodinamică
Acest glosar conține termeni din termodinamică, fizică moleculară și cristalografie.
Pentru termeni din mecanică, electromagnetism, optică sau fizica particulelor elementare, accesați celelalte glosare din categoria Categorie:Glosare de fizică.

## A
- absorbant - v. absorbție.
- absorbit - v. absorbție.
- absorbție - proces de fixare și acumulare a moleculelor unei substanțe (adsorbat) în stratul aflat în imediata vecinătate a suprafeței unui corp solid sau lichid (adsorbant).
- activitate termodinamică - mărime cu care trebuie înlocuită concentrația în formulele ce se aplică în studiul gazelor ideale sau soluțiilor ideale, pentru ca acestea să rămână valabile și cazul gazelor reale sau soluțiilor reale.[necesită citare]
- adeziune - atracție între două suprafețe aflate în contact foarte strâns, determinată de forțele intermoleculare care acționează la distanțe relativ mici.
- adiabată - curbă ce reprezintă legătura dintre variațiile parametrilor termodinamici ai unui sistem într-un proces adiabatic.[necesită citare]
- aer - amestec de gaze din atmosfera Pământului, principalul agent de lucru din termodinamică.

- aer comprimat - aer la presiune mai mare decât cea atmosferică, obținut prin comprimare, folosit în industrie și la un gen de arme sportive.
- aer lichid - lichid obținut prin răcirea aerului până sub temperatura de −183 °C la presiune normală, care este folosit pentru separarea elementelor sale componente.

- aerotermă - aparat de încălzire electric gaz care produce și suflă aer cald.[necesită citare]
- agent de lucru - substanță supusă proceselor termodinamice în ciclurile termodinamice după care lucrează mașinile termice.
- agent frigorific - substanță cu putere de vaporizare mare folosită ca agent de lucru în instalațiile frigorifice.
- agent termic - substanță (apă caldă, abur etc.) care transferă căldură într-o instalație termică.
- agitație termică - mișcare permanentă, dezordonată, a particulelor materiale ce compun gazele, lichidele și solidele, despre care principiul al treilea al termodinamicii afirmă că încetează la temperatura de zero absolut; sinonim: mișcare browniană.
- agregare - vezi stare de agregare.
- ajutaj - dispozitiv cu formă precisă, care poate realiza o anumită curgere a unui gaz.

- ajutaj convergent - ajutaj la care secțiunea canalului scade în sensul curgerii. Este folosit la operarea la viteze subsonice și sonice ale gazelor.
- ajutaj convergent-divergent - ajutaj la care secțiunea canalului în sensul curgerii inițial scade, iar apoi crește. Este folosit la operarea la viteze supersonice ale gazelor.

- alumel - aliaj de nichel, mangan, aluminiu și siliciu, cu proprietăți deosebite, folosit în termotehnică.[necesită citare]
- amestec - ansamblu de substanțe care nu reacționează chimic și în care fiecare substanță își păstrează proprietățile sale; se aplică în special la gaze, un exemplu fiind aerul.

- amestec răcitor - combinație de substanțe (în anumite procente) folosite pentru obținerea temperaturilor joase; exemple: gheață+clorură de sodiu, gheață+clorură de calciu, dioxid de carbon solid + alcool etilic.

- anergie - energie termică corespunzătoare unui sistem fizic aflat în echilibru termodinamic cu mediul ambiant, care nu poate fi transformată în lucru mecanic.[necesită citare]
- anticongelant - substanță care face să scadă punctul de congelare al unui lichid.[necesită citare]
- aprindere - începutul unui proces de ardere.[necesită citare]
- ardere - reacție chimică exotermă între un combustibil și un agent oxidant, însoțită de degajare de căldură și, uneori și de lumină (flacără).
- ardometru - pirometru de radiație folosit pentru măsurarea temperaturilor înalte.[necesită citare]
- aterman - (despre corpuri) care nu permite trecerea căldurii.[necesită citare]
- atermic - (despre transformări) care nu degajă și nu absoarbe căldură.[necesită citare]
- atmosferă fizică (simbol atm) - unitate de măsură convențională a presiunii definită de presiunea dată de o coloană de mercur cu înălțimea de 760 mm = (prin definiție) cu 101325 Pa.
- atmosferă tehnică (simbol at) - unitate de măsură convențională a presiunii definită ca fiind 1 kilogram-forță/cm2 = (prin definiție) cu 98066,5 Pa.
- axă cristalografică - (într-un cristal) una din direcțiile muchiilor celulelor elementare.[necesită citare]
- azeotropism (sau azeotropie) - proprietate a unui amestec de substanțe lichide de a da prin fierbere vapori cu aceeași compoziție.[necesită citare]

## B
- bandă de energie - grup de valori discrete pe care le poate lua energia electronilor de valență (bandă de valență) sau liberi (bandă de conducție) într-un cristal (sinonim: zonă de energie).
- bar - unitate de măsură convențională a presiunii egală cu 100000 Pa.
- barostat -  instrument folosit pentru controlul și menținerea constantă a presiunii într-un sistem termodinamic.
- binom de dilatare - expresia {\displaystyle 1+\alpha t} , unde {\displaystyle \alpha } este coeficientul de dilatare volumică, iar {\displaystyle t} temperatura.
- bolograf - bolometru înregistrator.
- bolometru - aparat utilizat pentru determinarea intensității radiației termice prin măsurarea încălzirii unui element sensibil expus radiației.
- bombă calorimetrică - aparat format dintr-un calorimetru în care se plasează un vas rezistent de metal în care are loc o ardere, întrebuințat pentru determinarea puterii calorifice (căldurii de ardere) a unei substanțe.

## C
- cald:

- care are temperatura superioară față de mediul ambiant, de alte obiecte cu care se compară sau față de cea normală a corpului omenesc (fără a fi fierbinte);
- (despre corpuri) care emană căldură.
- calefacție - formarea unei pături de vapori la suprafața de separație a unui lichid cu un corp solid încins, care împiedică contactul direct al acestora.
- caloric:

- care provine de la căldură; care aparține căldurii, care se referă la căldură.
- fluid ipotetic, „substanța căldurii” într-o teorie perimată.
- calorie - unitate de măsură tolerată a cantității de căldură, care este căldura necesară creșterii temperaturii unui gram de apă de la 14,5 la 15,5 °C; în SI, 1 calorie internațională (convențională) = 4,1868 J.

- calorie mare - unitate de măsură tolerată a căldurii numită și kilocalorie: 1 kcal = 1000 cal.

- calorifer:

- care transportă sau care răspândește căldură.
- instalație producătoare de căldură pentru încălzire (cu abur, apă caldă sau aer cald); radiator al unei astfel de instalații.
- calorific - care produce căldură.
- calorifug - (agent sau material) rău conducător de căldură.
- calorigen - care produce energie calorică.
- calorimetrie:

- ramură a fizicii experimentale care se ocupă cu măsurarea cantităților de căldură;
- (metodă de) măsurare a schimbului de căldură dintre un corp și mediul ambiant în care acesta se află.
- calorimetru - aparat cu ajutorul căruia se măsoară cantitatea de căldură schimbată de un corp cu un mediu, în general lichid.
- cameră de ardere - spațiu în care arde un combustibil într-un cazan de abur sau într-un motor cu ardere internă în vederea folosirii energiei gazelor rezultate.
- cameră frigorifică (sau refrigerentă) - încăpere izolată termic, în care se menține o temperatură mai joasă decât a mediului ambiant.
- cantitate de căldură - vezi căldură.
- capacitate termică - mărime fizică extensivă care specifică căldura schimbată de un sistem termodinamic la o variație de temperatură de 1 °C.
- capacitate termică masică - mărime fizică intensivă reprezentând capacitatea termică a 1 kg de substanță dintr-un sistem termodinamic.
- capacitate termică molară - mărime fizică intensivă reprezentând capacitatea termică a 1 mol de substanță dintr-un sistem termodinamic.
- capacitate termică pe interval - raportul dintre căldura schimbată de un sistem termodinamic și diferența de temperaturi dintre sfârșitul și începutul unui proces termodinamic.
- catagrad - grad de eficacitate termică măsurat cu catatermometrul.
- cazan:

- rezervor metalic în care se încălzește apa (până se transformă în vapori);
- instalație folosită pentru vaporizarea sub presiune a lichidelor, în vederea utilizării vaporilor ca forță motrice, ca agent termic etc.;
- instalație formată dintr-un vas prin care trec o serie de tuburi, folosită la distilarea alcoolului.
- cazan de abur - vezi generator de abur.

- căldură:

- mărime scalară prin care se exprimă transferul de energie între sistemele fizico-chimice sau între diferite părți ale aceluiași sistem în cadrul unei transformări în care nu se efectuează lucru mecanic (sinonim: cantitate de căldură);
- senzație produsă de corpurile calde; temperatură ridicată.
- căldură atomică - produsul dintre masa atomică și capacitatea termică masică a unui corp.
- căldură de reacție - căldură absorbită sau degajată în timpul unei reacții chimice.
- căldură latentă - cantitate de căldură care nu produce schimbarea temperaturii unui corp, ci schimbarea stării sale de agregare.
- căldură latentă de topire - cantitatea de căldură necesară pentru transformarea unui kg din substanța respectivă, care se află la temperatura punctului de topire, din starea de solid în starea de lichid, fără schimbarea temperaturii; altă denumire entalpie de topire masică.
- căldură latentă de topire molară - cantitatea de căldură necesară pentru transformarea unui mol din substanța respectivă, care se află la temperatura punctului de topire, din starea de solid în starea de lichid, fără schimbarea temperaturii.
- căldură latentă de vaporizare - cantitatea de căldură necesară unei substanțe pentru vaporizare, adică de trecere din fază lichidă în fază de vapori, fără modificarea temperaturii acesteia.
- căldură latentă de vaporizare masică - cantitatea de căldură necesară pentru transformarea unui kg din substanța respectivă, care se află la temperatura punctului de fierbere, din starea de lichid în starea de vapori, fără schimbarea temperaturii; altă denumire entalpie de vaporizare masică.
- căldură latentă de vaporizare molară - cantitatea de căldură necesară pentru transformarea unui mol din substanța respectivă, care se află la temperatura punctului de fierbere, din starea de lichid în starea de vapori, fără schimbarea temperaturii.
- căldură specifică - v. capacitate termică masică.

- centrală termică - instalație în care se produce căldura care este distribuită prin intermediul unui agent termic (abur, apă caldă etc.) în scopuri tehnologice sau pentru încălzirea încăperilor.
- ciclu (termodinamic) - succesiune de transformări termodinamice în urma cărora un sistem termodinamic revine în starea inițială.

- ciclu Carnot (sau ciclu ideal) - ciclu teoretic reversibil prin care trece un gaz ideal, format din două izoterme și două adiabate.
- ciclu Diesel - ciclul teoretic de funcționare al motorului cu ardere internă, în care arderea are loc izobar, celelalte transformări fiind două adiabate și o izocoră
- ciclu generator v. ciclu inversat.
- ciclu inversat - succesiune închisă de transformări termodinamice în care se introduce un lucru mecanic din exterior, sistemul termodinamic producând căldură, cedată mediului exterior.
- ciclu motor - succesiune închisă de transformări termodinamice în care se introduce căldură din exterior, sistemul termodinamic producând lucru mecanic cedat mediului exterior.
- ciclu Otto - ciclul teoretic de funcționare al motorului cu ardere internă, în care arderea are loc izocor, celelalte transformări fiind două adiabate și încă o izocoră.

- clichetul brownian - perpetuum mobile de speța a doua.
- coeficient de dilatare - valoare numerică a proprietății unei substanțe de a se dilata în urma schimbării temperaturii.

- coeficient de dilatare liniară - coeficient de dilatare într-o singură dimensiune.
- coeficient de dilatare areolară - coeficient de dilatare în două dimensiuni.
- coeficient de dilatare volumică - coeficient de dilatare în trei dimensiuni.

- coeficient de transfer termic - în procesele de transmitere a căldurii, constanta de proporționalitate dintre fluxul de căldură și diferența de temperatură.
- combustibil - material care poate arde.
- combustie - v. ardere.
- component - parte dintr-un amestec cu o anumită compoziție chimică.
- componentă - parte dintr-o instalație termică.
- componență - v. compoziție chimică.
- compoziție chimică - proprietate termodinamică care specifică concentrația substanțelor dintr-un sistem termodinamic.
- comprimare - proces termodinamic prin care o substanță (de obicei gaz sau vapori) își reduce volumul în urma creșterii presiunii.
- condensator - aparat care servește la lichefierea unei mase de vapori în vederea recuperării lichidului din care au provenit și a căldurii latente de vaporizare sau la extragerea unor componente utile sau dăunătoare.
- conductivitate termică - proprietate a unor corpuri de a putea fi străbătute de un flux de căldură sub acțiunea unei diferențe de temperatură.
- conducție termică - mod de transmitere a căldurii în care schimbul de energie se produce prin contactul direct între particulele unei substanțe (vezi și: convecție, radiație termică).
- constanta Stefan-Boltzmann - constantă fizică ce exprimă relația dintre energia radiată de un corp absolut negru și temperatura sa: {\textstyle \sigma \approx 5{,}670\,374\,419\times 10^{-8}\;{\rm {W\cdot m^{-2}\cdot K^{-4}}}},
- constanta universală a gazului ideal - constantă fizică care intervine în diferite relații termodinamice, având valoarea (CODATA) R = 8,314 472(15) J/mol·K.
- constantă crioscopică - mărime fizică, raportul dintre scăderea punctului de îngheț și molalitate.
- constantă ebulioscopică - mărime fizică, raportul dintre creșterea punctului de fierbere și molalitate.
- convecție - mod de transfer al căldurii care are loc într-un mediu lichid sau gazos, prin deplasarea substanței respective (vezi și: conducție termică, radiație termică).
- corp - porțiune de materie bine delimitată, care poate fi considerat un sistem termodinamic.
- corp absolut negru - model pentru sistemele radiante de energie electromagnetică, inclusiv de căldură.
- creșterea punctului de fierbere - proprietate coligativă care descrie fenomenul de creștere al punctului de fierbere al unui lichid sau solvent la adăugarea în soluție a unui alt compus, solid.
- cristalizare fracționată - cristalizare treptată a unui amestec de componenți cu puncte de congelare diferite, care pot fi separați unul de altul în stare solidă.

## D
- defect în cristal - abatere a rețelei cristaline de la configurația ei ideală; principalele tipuri de defecte sunt: electronii liberi și golurile, excitonii, fotonii, fononii, atomii de impuritate, defectele tip Frenkel și Schottky, dislocațiile, particulele nucleare care străbat cristalul.
- deficit de saturație (sau de umiditate) - diferență dintre tensiunea vaporilor care saturează aerul la o temperatură dată și tensiunea vaporilor existenți în realitate.
- deficit higrometric - mărime de care depinde viteza de evaporare a apei din atmosfera Pământului.
- deflagrație - ardere rapidă a unui corp (cu flacără sau cu scântei), care se propagă cu viteză mai mică decât viteza sunetului).
- degradare a energiei - scăderea energiei libere a unui sistem termodinamic izolat, prin transformări ireversibile care conduc la creșterea entropiei.
- delicvescență:

- proprietate a unor substanțe solide de a se lichefia lent, absorbind umiditatea atmosferică;
- stare a corpurilor lichefiate ca urmare a absorbirii umidității atmosferice.
- densitate - raportul dintre masa și volumul unui corp. Este inversul volumului masic.
- desorbție - proces invers absorbției.
- destindere - transformare termodinamică în care volumul unui gaz crește datorită scăderii presiunii sale.

- destindere adiabatică - transformare termodinamică în care volumul unui gaz crește datorită scăderii presiunii sale, fără schimb de căldură cu mediul exterior.
- destindere izotermă - transformare termodinamică în care volumul unui gaz crește datorită scăderii presiunii sale, însă primind o căldură din mediul exterior, care menține constantă temperatura gazului.
- destindere Joule - proces termodinamic ireversibil în care un gaz se destinde în vid.
- destindere liberă - v. destindere Joule.

- detentă - v. destindere.
- diagrama entalpie–entropie - diagramă termodinamică ce descrie modificările corespunzătoare ale entalpiei masice în funcție de entropia masică și a încă unui parametru la o transformare termodinamică.
- diagrama h-s - v. diagrama entalpie–entropie.
- diagrama h-x - diagramă termodinamică ce descrie modificările corespunzătoare ale entalpiei masice în funcție de umiditatea absolută și a încă unui parametru pentru aer umed.
- diagrama i-s - v. diagrama entalpie–entropie.
- diagrama pentru aer umed - v. diagrama h-x.
- diagrama presiune–entalpie - diagramă termodinamică ce descrie modificările corespunzătoare ale presiunii în funcție de entalpia masică la o transformare termodinamică.
- diagrama p-h - v. diagrama presiune–entalpie.
- diagrama p-i - v. diagrama presiune–entalpie.
- diagrama presiune–volum - diagramă termodinamică care arată presiunea în funcție de temperatură la o transformare termodinamică.
- diagrama p-V - v. diagrama presiune–volum.
- diagrama temperatură–entropie - diagramă termodinamică ce descrie modificările corespunzătoare ale temperaturii în funcție de entropia masică la o transformare termodinamică.
- diagrama T-s - v. diagrama temperatură–entropie.
- diagramă Clapeyron - v. diagrama presiune–volum.
- diagramă termodinamică - diagramă care arată starea termodinamică a unui material.
- difuzivitate termică - mărime fizică intensivă care măsoară viteza de transmitere a căldurii.
- difuzor - dispozitiv cu secțiunea crescătoare în sensul curgerii, folosit pentru frânarea sau accelerarea unui jet de gaz.
- dilatare - schimbarea mărimii unui sistem termodinamic în urma schimbării temperaturii.
- disipare - transformarea unei energii „ordonate” într-una „dezordonată”; este rezultatul unui proces ireversibil care afectează un sistem termodinamic.
- distanță de relaxare - distanța față de o sondă introdusă într-un sistem termodinamic până la care se manifestă influența perturbatoare a acesteia.
- distilare fracționată - acțiunea de a izola dintr-un amestec lichidele cu puncte de fierbere diferite, colectându-le în mod separat după temperaturile lor de fierbere.

## E
- echilibru radiativ - stare în care radiația termică totală care pleacă dintr-un obiect este egală cu radiația termică totală care intră în el.
- echilibru termic - stare în care nu există transfer termic între două sisteme termodinamice în contact termic.
- echilibru termodinamic - stare a unui sistem termodinamic, în care parametrii de stare nu variază în timp; pentru o astfel de stare sunt valabile legile și principiile termodinamicii clasice.
- echipartiție - v. legea echipartiției energiei.
- echivalent în apă - constantă a unui calorimetru: {\displaystyle K=m_{A}c_{A}+m_{t}c_{t}+m_{v}c_{v}}, unde {\displaystyle m_{A},m_{t},m_{v}}, {\displaystyle \;c_{A},c_{t},c_{v}} sunt masele, respectiv capacitățile termice ale agitatorului, termometrului și vasului calorimetric.
- ecuația propagării căldurii - ecuație cu derivate parțiale care modelează transmiterea căldurii într-o zonă în timp.
- ecuație de stare - ecuație care descrie starea termodinamică a materiei în condiții fizice date.
- ecuație calorică de stare - ecuație care leagă între ele capacitățile termice, masice sau molare.
- ecuație termică de stare - ecuație care leagă între ele parametrii unui sistem  termodinamic.
- ecuație termodinamică - ecuație care leagă între ele mărimi fizice legate de termodinamică.
- ecuațiile lui Bridgman - relații termodinamice cu derivate parțiale între patru potențiale termodinamice și trei mărimi fizice.
- efectul Joule-Kelvin - v. efectul Joule–Thomson.
- efectul Joule–Thomson - (numit și: efectul Joule-Kelvin) fenomen de răcire sau încălzire a unui gaz real care se destinde fără a produce lucru mecanic și care stă la baza procedeului Linde de lichefiere a gazelor.
- efectul Ludwig-Sorét - v, termodifuziune.
- eficiență - criteriu de performanță al unui ciclu termodinamic inversat (generator), exprimat prin raportul între căldura deplasată și lucrul mecanic introdus în ciclu. În funcție de tipul mașinii termice, pentru răcire căldura deplasată este cea extrasă din rezervorul rece, iar pentru încălzire este cea cedată rezervorului cald.
- emulsie - amestec lichid al unor particule insolubile (de obicei de corpuri grase sau rășinoase), pentru a obține un preparat nou.
- energie - mărime fizică fundamentală care caracterizează mișcarea materiei.

- energie cinetică - energia unui corp determinată de mișcarea sa.
- energie internă - potențial termodinamic (funcție de stare) a unui sistem termodinamic, care cuprinde toate formele de energie ale sistemului.
- energie liberă - potențial termodinamic (funcție de stare) a unui sistem termodinamic, dată de relația {\displaystyle F=U-TS.}
- energie liberă Gibbs - v. entalpie liberă.
- energie liberă Helmholz - v. energie liberă
- energie liberă Landau - v. potențial macrocanonic.
- energie mecanică - suma energiilor potențială și cinetică.
- energie potențială - energia unui corp determinată de poziția sa.
- energie termică - energia conținută de un sistem termodinamic care poate fi transmisă sub formă de căldură altui sistem termodinamic pe baza diferenței dintre temperaturile celor două sisteme.

- entalpie - potențial termodinamic (funcție de stare) a unui sistem termodinamic, dată de relația {\displaystyle H=U+pV.}

- entalpie liberă - potențial termodinamic (funcție de stare) a unui sistem termodinamic, dată de relația {\displaystyle G=H-TS.}
- entalpie de topire - v. căldură latentă de topire.

- entropie - măsura gradului de dezordine în interiorul unui sistem termodinamic, dat de relația {\displaystyle S_{A}=\int _{A_{0}}^{A}{\frac {dQ_{rev}}{T}}} , unde dQrev este cantitatea de căldură schimbată cu exteriorul într-o transformare reversibilă, între starea A la care se referă entropia SA și starea de referință A0, iar T este temperatura absolută la care are loc transformarea.

- entropie liberă - potențial termodinamic care în termodinamica statistică apare ca logaritm al funcției partițiilor.
- entropie liberă Gibbs - potențial termodinamic definit de funcția {\displaystyle \Xi =\Phi -{\frac {P}{T}}V}.
- entropie liberă Helmholz - potențial termodinamic definite de funcția {\displaystyle \Phi =S-{\frac {1}{T}}U}.

- evaporare - trecerea unei substanțe din starea de agregare lichidă în cea gazoasă la o temperatură inferioară celei de saturație (fierbere).
- expansiune - v. destindere.

## F
- fază (în termodinamică)  - parte omogenă dintr-un sistem eterogen, formată din una sau din mai multe specii de molecule, care poate fi separată prin mijloace mecanice; v. și transformare de fază.
- fază (în mecanica statistică) - stare microscopică a unui sistem termodinamic la un moment dat, caracterizată prin valorile coordonatelor și a impulsurilor canonice ale punctelor materiale care îl alcătuiesc.
- fierbător - aparat care servește la fierberea unor lichide.
- fierbere - procesul de trecere a unui lichid în stare de vapori, sub acțiunea căldurii în întreaga masă a lichidului.
- forță vie - v. vis viva.
- frig - temperatură scăzută a unui sistem termodinamic, obținută de obicei prin evacuarea căldurii în exteriorul său.
- frigorific - (substanță, dispozitiv) care poate răci un sistem termodinamic.
- funcție de proces - proprietate a unui proces termodinamic care depinde de calea urmată în spațiul stărilor termodinamice, nu doar de starea curentă.
- funcție de stare - funcție care leagă mai mai mulți parametri de stare sau și alte mărimi care depind doar de echilibrul curent al stării termodinamice a sistemului.

## G
- gaz - stare de agregare a unei substanțe, în care ocupă întreg volumul în care se află și are o compresibilitate ridicată.

- gaz ideal - model matematic al unui gaz bazat pe ecuația termică de stare Clapeyron ({\displaystyle pV=nRT}) și ecuația calorică de stare Robert Mayer ({\displaystyle C_{p}-C_{v}=R.}, model în care capacitățile termice masice pot depinde de temperatură și presiune, model adesea acceptabil pentru aplicațiile termodinamicii tehnice.
- gaz monoatomic - gaz a cărui molecule sunt formate dintr-un singur atom.
- gaz perfect - model matematic al unui gaz, rezultat din teoria cinetică a gazelor, care conduce la situația că capacitatea termică masică nu poate depinde nici de temperatură, nici de presiune, model insuficient pentru aplicațiile termodinamicii tehnice.
- gaz real - model matematic al unui gaz care se bazează pe altă ecuație termică de stare și ecuație calorică de stare decât cele ale gazului real, model relativ exact, dar dificil de folosit.
- gaz semiperfect - model matematic al unui gaz, similar cu modelul gazului ideal, dar în care capacitățile termice masice nu pot depinde de presiune, ci doar de temperatură. Este un model intermediar între modelul gazului perfect și modelul gazului ideal.

- generator de abur - instalație constituită dintr-un focar, dintr-un sistem fierbător, supraîncălzitor de abur etc., utilizată pentru producerea aburului necesar în centralele termoenergetice, în industria textilă etc.; altă denumire: cazan de abur.
- grad Celsius (simbol °C) - unitate de măsură a temperaturii definită ca 1/100 din intervalul dintre punctul de topire (0 °C) și punctul de fierbere (100 °C) al apei VSMOW la presiunea normală de 1 atm.
- grad de libertate - parametrii independenți necesari  pentru determinarea univocă a configurației unui sistem termodinamic; de exemplu, în cazul gazului ideal biatomic, unei molecule i se asociază 5 grade de libertate, dintre care trei sunt coordonatele carteziene {\displaystyle x,y,z}, folosite în descrierea mișcării de translație, și două sunt unghiurile ce caracterizează mișcarea de rotație în jurul a două axe perpendiculare pe dreapta care unește cei doi atomi ai moleculei.
- gradient de presiune - variație a presiunii între două poziții spațiale.
- gradient de temperatură - variație a temperaturii între două poziții spațiale.

## H
- higrometrie - ramură a fizicii moleculare și a meteorologiei care se ocupă cu măsurarea cantității de apă din atmosferă.
- higrometru - aparat cu care se măsoară umiditatea atmosferei sau a altor medii gazoase.
- hipsograf - hipsometru înregistrator.
- hipsometru - instrument pentru determinarea altitudinii unui loc prin măsurarea temperaturii punctului de fierbere a apei.

## I
- incandescență - stare a unui corp care, datorită temperaturii ridicate, emite lumină și căldură.
- instalație frigorifică - sistem tehnic alcătuit dintr-un agregat frigorific, o încăpere răcită, o instalație de comandă și de control și dispozitive anexe, utilizat pentru răcire.
- instalație frigorifică - v. mașină frigorifică.
- instrument pentru termodinamică - dispozitiv pentru măsurarea proprietăților termodinamice.
- inversie - v. temperatură de inversie.
- inversiune termică - fenomen termic meteorologic care constă în creșterea cu înălțimea a temperaturii în troposferă, în mod invers față de situația normală.
- izobară:

- curbă ce reprezintă variația parametrilor termodinamici ai unui sistem termodinamic într-o transformare izobară;
- (despre o transformare termodinamică) care se desfășoară la o presiune constantă (proces izobar).
- izocoră:

- curbă ce reprezintă variația parametrilor termodinamici ai unui sistem termodinamic într-o transformare izocoră.
- (despre o transformare termodinamică) care se desfășoară la un volum constant;
- izofază - curbă care reprezintă izotermele și izobarele coincidente pe o diagramă de stare presiune-volum a unui sistem termodinamic format dintr-un singur component cu două faze coexistente.
- izotermă - curbă ce reprezintă variațiile parametrilor termodinamici ai unui sistem termodinamic într-o transformare izotermică.

## J
- joule - unitate de măsură în SI pentru lucru mecanic și căldură; reprezintă lucrul mecanic efectuat de forța de un newton, al cărei punct de aplicare se deplasează cu un metru în direcția și în sensul forței.

## K
- kelvin - unitatea de măsură a temperaturii absolute, egal cu fracțiunea 1/273,16 din intervalul de temperatură cuprins între zero absolut (0 K) și punctul triplu al apei (273,16 K);

## L
- legea echipartiției energiei - dacă un sistem termodinamic constituit din moleculele unui gaz ideal se află în echilibru termodinamic la temperatura {\displaystyle T}, energia cinetică medie a unei molecule se distribuie în mod egal între gradele sale de libertate, fiecărui grad revenindu-i energia {\displaystyle {\frac {1}{2}}kT}.
- legea stărilor corespondente - v. teorema stărilor corespondente.
- lichid - stare de agregare a unei substanțe care curge și ia forma vasului în care se află, având eventual o suprafață liberă; este o stare intermediară între starea gazoasă și cea solidă.
- lucru mecanic - mărime scalară prin care se exprimă transferul de energie mecanică între sistemele fizico-chimice sau între diferite părți ale aceluiași sistem termodinamic în cadrul unei transformări termodinamice.

## M
- masă - mărime fizică extensivă, fundamentală în termodinamică.

- masă molară - ({\displaystyle \mu } sau {\displaystyle M}) masa unui mol dintr-o substanță.

- masă moleculară relativă - ({\displaystyle \mu _{r}}) raportul dintre masa medie a unei molecule și 1/12 din masa izotopică a nuclidului 12C.
- mașină frigorifică - echipament termic în care, prin consum de energie, evacuează căldura dintr-un sistem termodinamic în exterior, răcindu-l.

- mașină frigorifică cu absorbție - mașină frigorifică care realizează ciclul termodinamic de răcire prin absorbția agentului frigorific într-un lichid absorbant, de unde este separat prin încălzire.
- mașină frigorifică cu adsorbție - mașină frigorifică care realizează ciclul termodinamic de răcire prin adsorbția agentului frigorific pe un solid adsorbant, de unde este separat prin încălzire.
- mașină frigorifică cu compresiune mecanică de vapori - mașină frigorifică care funcționează după un ciclu termodinamic inversat în domeniul vaporilor umezi.
- mașină frigorifică cu aer - mașină frigorifică care funcționează după un ciclu termodinamic inversat având ca agent frigorific aerul.

- mașină termică - agregat care funcționează după un ciclu termodinamic transformând căldura în lucru mecanic sau invers, sau realizând modificarea parametrilor de stare ai unui sistem termodinamic. Sunt considerate mașini termice motoarele termice, turbinele termice, compresoarele, mașinile frigorifice și ejectoarele.
- materie - în termodinamică, orice material.
- mărime de stare - v. parametru de stare.
- mărime extensivă - v. proprietate extensivă sau intensivă.
- mărime intensivă - v. proprietate extensivă sau intensivă.
- mediu ambiant - din pdv. al termodinamicii, tot ce este în exteriorul unui sistem termodinamic.
- mediu înconjurător - v. mediu ambiant.
- metoda fenomenologică - metodă științifică în termodinamică, bazată pe experiment, și care pornește de la analiza proceselor din natură și cercetează fenomenele generale ale sistemelor termodinamice aflate în condiții de echilibru termodinamic.
- metoda statistică - metodă științifică ce completează metoda fenomenologică, luând în considerare ipoteze asupra structurii moleculare a corpurilor și asupra mecanismului proceselor la nivel microscopic.
- mișcare - schimbarea poziției unui corp în timp.
- mișcare browniană - vezi agitație termică.
- 'mol - unitate de măsură fundamentală în SI a cantității de substanță.
- moleculă - parte a materiei, tratată de termodinamică drept particulă.
- motor - mașină destinată transformării unei forme de energie în lucru mecanic.

- motor boxer - motor cu piston care are cilindrii dispuși de-a lungul a două linii, dispuse opus în același plan, acționând un singur arbore cotit.
- motor cu ardere externă - motor termic în care energia potențială a unui fluid se transformă în energie mecanică, fluidul fiind încălzit în exterior.
- motor cu ardere internă - motor termic care prin dezvoltare și consum de căldură în interiorul său transformă energia chimică a unui combustibil în energia mecanică a unor corpuri solide în mișcare.
- motor cu piston - motor termic în care piesa care extrage lucrul mecanic, numită piston,  are o mișcare de translație.
- motor în doi timpi - motor cu piston al cărui piston face două curse simple într-un ciclu motor.
- motor în linie - motor cu piston care are cilindrii dispuși de-a lungul unei singure linii.
- motor în patru timpi - motor cu piston al cărui piston face patru curse simple într-un ciclu motor.
- motor în stea - motor cu piston care are cilindrii dispuși regulat în jurul arborelui cotit.
- motor în U - motor cu piston care are cilindrii dispuși de-a lungul a două linii dispuse paralel, fiecare linie acționând un alt arbore cotit.
- motor în V - motor cu piston care are cilindrii dispuși de-a lungul a două linii, dispuse în V, acționând un singur arbore cotit.
- motor în W - motor cu piston care are cilindrii dispuși de-a lungul a trei linii, dispuse în W, acționând un singur arbore cotit.
- motor rotativ - motor termic în care piesa care extrage lucrul mecanic are o mișcare de rotație.
- motor termic - motor care transformă energia chimică a unui combustibil în energie mecanică.
- motor Wankel - motor cu piston la care pistonul are o formă specială, triunghiulară.

## N
- nod în cristal - fiecare dintre punctele în care sunt dispuși atomii sau moleculele unei rețele cristaline.
- număr de particule - numărul de particule dintr-un sistem termodinamic.
- numărul lui Avogadro - numărul particulelor constitutive, de obicei atomi sau molecule, care sunt conținute în cantitatea de substanță dată de un mol; are valoarea: {\displaystyle 6,022140857\cdot 10^{23}mol^{-1}}.
- numărul lui Loschmidt - numărul de molecule aflat, în condiții fizice normale, într-un metru cub de gaz ideal: {\displaystyle n_{0}=2,687\cdot 10^{23}m^{-3}}.

## O
- omogenitate - proprietatea unui sistem termodinamic de a avea particulele uniform distribuite în spațiu și cu proprietăți identice în fiecare punct din sistem.
- operație termodinamică - manipulare din exteriorul său a unui sistem termodinamic.
- osmometru - dispozitiv pentru măsurarea presiunii osmotice a unei soluții.
- osmoză - procesul prin care moleculele de solvent trec printr-o membrană semipermeabilă dintr-o regiune cu potențial chimic mai mare către una cu potențial chimic mai mic, ceea ce conduce la o creștere a entropiei totale a sistemului.

## P
- paradoxul lui Loschmidt - este obiecția că nu ar trebui să fie posibilă deducerea unui proces ireversibil din dinamica simetrică în timp.
- paradoxul morții termice - argument care folosește termodinamica pentru a arăta imposibilitatea existenței unui univers infinit de vechi.
- parametru de stare - mărime fizică (în cazul gazelor ideale o pereche, dintre care cel puțin unul intensiv, celălalt putând fi intensiv sau extensiv) care caracterizează nivelul energetic al unui sistem termodinamic.
- particulă - cantitate de materie foarte mică față de sistemul termodinamic din care face parte, dar care poate fi individualizată. În teoria cinetică a gazelor moleculele sunt considerate particule.

- particulă browniană - particulă dintr-o suspensie, cu dimensiuni de ordinul micronului, cu care se poate evidenția mișcarea browniană.

- pascal (simbol: Pa) - unitate de măsură a presiunii definită drept 1 N/m2.
- pătratul termodinamic - diagramă care sugerează relații termodinamice între potențiale termodinamice și derivatele lor, precum și variabilele lor.
- perpetuum mobile - sistem fizico-chimic care, lucrând ciclic, ar putea produce lucru mecanic fără a primi din exterior o altă formă de energie (speța I), respectiv ar transforma integral în lucru mecanic căldura primită de la o (singură) sursă (speța a II-a).
- politropă -

- curbă ce reprezintă variația parametrilor termodinamici ai unui sistem termodinamic într-o transformare politropică;
- (despre o transformare termodinamică) care se desfășoară după o lege de forma {\displaystyle pV^{n}=cosnstant}, unde n este exponentul politropic.
- politropic - (despre transformări ale sistemelor fizico-chimice fluide) care se efectuează după o lege politropică.
- postulatul de stare - afirmație despre numărul de parametri de stare necesari pentru definirea stării unui sistem termodinamic aflat în echilibru.
- potențial Landau - v. potențial macrocanonic.
- potențial macrocanonic - funcția de stare caracteristică pentru ansamblurile⁠(d) macrocanonice.
- potențial Massieu - v. entropie liberă Helmholz.
- potențial Planck - v. entropie liberă Gibbs.
- potențial termodinamic - funcție de stare a unui sistem fizico-chimic cu dimensiunile unei energii.
- presiune - parametru de stare intensiv care caracterizează starea unui sistem termodinamic.

- presiune atmosferică - presiunea atmosferei.
- presiune de saturație - presiunea la care fierbe un lichid la o anumită temperatură.
- presiunea de saturație a vaporilor de apă - presiunea la care vaporii de apă se găsesc în echilibru termodinamic cu starea lichidă a apei la o anumită temperatură; este o măsură a tendinței apei de a se evapora.
- presiune de vapori - presiunea vaporilor dintr-un sistem termodinamic.
- presiune internă - măsura în care energia internă a unui sistem termodinamic se schimbă la o transformare izotermică.
- presiune normală - presiune convențională la care se raportează o serie de proprietăți termodinamice. Uzual este de 1 atm (101325 Pa) sau de 1 bar (100000 Pa).
- presiune parțială - presiunea unui gaz dintr-un amestec gazos dacă gazul ar ocupa singur volumul amestecului, la aceeași temperatură.
- presiune redusă - raport între presiune și presiunea punctului critic al unei substanțe.
- presiune standard - termen echivalent cu presiunea normală.

- principiile termodinamicii - baza teoretică a termodinamicii, stabilită prin generalizarea unor fenomene fizice observate.

- principiul zero al termodinamicii - definește stabilirea echilibrului termodinamic.
- principiul întâi al termodinamicii - stabilește echivalența dintre lucrul mecanic și căldură.
- principiul al doilea al termodinamicii - stabilește imposibilitatea ca o mașină termică să producă lucru mecanic fiind în legătură cu o singură sursă de căldură.
- principiul al treilea al termodinamicii - afirmă că atunci când temperatura tinde spre zero absolut, entropia tinde spre zero.

- proces adiabatic - (despre fenomene fizico-chimice) care se produce în interiorul unui sistem închis, fără schimb de căldură cu exteriorul.
- proces cvasistatic - proces termodinamic în care parametrii de stare variază foarte lent (teoretic cu valori infinitezimale și în timp infinit), astfel că pot fi abordate ca un șir de stări în echilibru termodinamic.
- proces endoterm - proces termodinamic cu absorbție de energie din mediul înconjurător al sistemului.
- proces exoterm - proces termodinamic cu degajare de energie în mediul înconjurător al sistemului.
- proces ireversibil - proces termodinamic în care s-au manifestat fenomene care au produs transformări care nu pot fi recuperate (cu „pierderi”), ca urmare sistemul termodinamic nu poate reveni la starea inițială fără o intervenție din exterior.
- proces izentalpic - proces termodinamic în care entalpia rămâne constantă.
- proces izentropic - proces termodinamic care este atât reversibil, cât și adiabatic.
- proces nestaționar - proces termodinamic în care parametrii de stare pot varia atât în spațiu, cât și în timp.
- proces reversibil - proces termodinamic care a avut loc fără „pierderi”, ca urmare sistemul termodinamic poate reveni la starea inițială fără o intervenție din exterior.
- proces staționar - proces termodinamic în care parametrii de stare variază doar în spațiu, nu și în timp.
- proces termodinamic - vezi transformare termodinamică.
- proprietate extensivă sau intensivă - proprietate care depinde, respectiv nu depinde, de mărimea sistemului termodinamic pe care-l caracterizează.
- proprietăți reduse - parametri de stare raportați la valorile acestor parametri în punctul critic.
- proprietăți termodinamice ale materialelor - parametri intensivi specifici unui material, fiecare fiind legat prin derivate parțiale de ordinul al doilea de câte un potențial termodinamic.
- punct critic - stare termodinamică în care fazele lichidă și gazoasă au aceeași densitate.
- punct de aprindere - temperatura cea mai joasă la care un combustibil lichid emite o cantitate suficientă de vapori, care pot da, în contact cu aerul înconjurător, un amestec exploziv.
- punct de autoaprindere - temperatura la care degajarea de căldură prin oxidare lentă a unui combustibil depășește capacitatea de evacuare a acestei călduri, ca urmare procesul de oxidare se accelerează exponențial, ducând la aprinderea în masă.
- punct de congelare - v. punct de topire.
- punct de fierbere - temperatură la care un lichid fierbe.
- punct de îngheț - v. punct de topire.
- punct de topire - temperatură la care un solid devine lichid și, de obicei, și invers.
- punct triplu - stare termodinamică în care fazele solidă, lichidă și de vapori ale unei substanțe sunt în echilibru termodinamic.
- putere calorifică - cantitatea de căldură dezvoltată de o unitate (masică sau volumică) de combustibil când arde complet.

## R
- răcire termoelectrică - răcire prin efect Peltier.
- radiație termică - radiație electromagnetică emisă de o substanță aflată la o anumită temperatură pe seama energiei interne; reprezintă, pe lângă conducția termică și convecție, un mod de transmitere a căldurii.
- radiație termică de echilibru - radiație termică emisă de o substanță aflată în echilibru termodinamic.
- randament termic - criteriu de performanță al unui ciclu termodinamic direct (motor), exprimat prin raportul între lucrul mecanic obținut și căldura intrată în ciclu.

- randament termic brut - criteriu de performanță al unui cazan, reflectând gradul de utilizare a energiei chimice a combustibilului ars.

- rarefiere - aducere a unui gaz la o presiune mai joasă decât presiune atmosferică|presiunea atmosferică]].
- răcire magnetică - scăderea temperaturii heliului de la 0,9 K până la 0,001 K prin demagnetizarea adiabatică a unor săruri paramagnetice.
- relația Boltzmann - expresie a entropiei {\displaystyle S} a unui sistem termodinamic: {\displaystyle \;S=k\ln W,} unde {\displaystyle W} este probabilitatea termodinamică, iar {\displaystyle k} este constanta Boltzmann.
- relația fundamentală a termodinamicii - patru ecuații fundamentale, care arată cum patru mărimi termodinamice importante depind de variabile care pot fi observate și măsurate experimental.
- relațiile Maxwell - set de ecuații care pot fi obținute din simetria derivatei de ordinul al doilea și din definițiile potențialelor termodinamice.
- relaxare - proces ireversibil de restabilire a regimului de echilibru termodinamic al unui sistem termodinamic, după încetarea unei perturbații exterioare.
- rețea cristalină - rețea de linii imaginare care leagă punctele ce reprezintă centrele particulelor constitutive ale unui cristal.
- rezistivitate termică - mărimea fizică, care definește efectul de rezistență pentru transportul energiei interne, datorate neomogenității provocate de agitația termică la nivel molecular și este un fenomen ireversibil, fiind egală cu inversa conductivității termice.
- rupere a unei emulsii - desfacere a unei emulsii în cele două elemente componente.

## S
- scăderea punctului de îngheț - proprietate coligativă care descrie fenomenul de scădere al punctului de îngheț al unui lichid sau solvent la adăugarea în soluție a unui alt compus, solid.
- scânteie - particulă solidă incandescentă desprinsă dintr-un corp sau dintr-o substanță și care se stinge foarte repede.
- sistem termodinamic - corp macroscopic sau ansamblu de corpuri macroscopice bine delimitate și al căror schimb de substanță și energie cu mediul înconjurător este studiat în termodinamică.

- sistem termodinamic adiabatic - sistem termodinamic care nu poate schimba căldură cu mediul ambiant.
- sistem termodinamic deschis - sistem termodinamic care poate schimba atât substanță, cât și lucru mecanicsau/și căldură cu mediul ambiant.
- sistem termodinamic izolat - sistem termodinamic care nu poate schimba nici substanță, nici energie cu mediul ambiant.
- sistem termodinamic închis - sistem termodinamic care nu poate schimba substanță cu mediul ambiant.

- solid - stare de agregare a unei substanțe care își păstrează forma și nu curge.
- stare de agregare - fiecare dintre stările de consistență și rezistență diferite sub care se pot prezenta substanțele, și anume: solidă, lichidă, gazoasă sau plasmă.
- stare staționară - stare a unui sistem termodinamic sau a unui proces în care parametrii de stare ai sistemului rămân constanți în timp.
- stare termodinamică - ansamblul parametrilor de stare (presiune, temperatură, volum etc.) care definesc un sistem termodinamic la un moment dat.
- stare tranzitorie - stare în care cel puțin un parametru de stare al unui sistem termodinamic variază în timp; de obicei este o stare intermediară până când sistemul ajunge într-o stare de echilibru termodinamic.
- substanță - orice specie chimică conținută într-un sistem termodinamic.
- suprafață de control - suprafață abstractă care mărginește un volum de control.

## T
- temperatură - mărime fizică utilizată pentru a caracteriza starea de încălzire a unui sistem termodinamic și reprezintă viteza de variație a energiei interne în raport cu entropia, la volum constant și când sistemul nu schimbă energie sub formă de lucru mecanic cu mediul exterior. Este un parametru de stare, intensiv.

- temperatură absolută - temperatură care se măsoară de la zero absolut și se exprimă în kelvini.
- temperatură a flăcării adiabatice - temperatura care ar fi obținută de o flacără dacă procesul de ardere ar fi avut loc în absența pierderilor de căldură în mediul înconjurător.
- temperatură de culoare - temperatura pe care trebuie să o aibă un corp absolut negru (radiatorul integral) pentru a prezenta aceeași culoare ca și corpul dat.
- temperatură de inversie - temperatură critică, specifică fiecărui gaz real, la care are loc schimbarea sensului de creștere a temperaturii acestuia în procesul de destindere al acestuia la entalpie constantă.
- temperatură de saturație - temperatură la care fierbe un lichid la o anumită presiune.
- temperatură negativă - temperatură ipotetică, mai mică decât zero absolut, care caracterizează anumite sisteme fizice, care însă nu încalcă principiile termodinamicii.
- temperatură redusă - raport între temperatura absolută și temperatura absolută a punctului critic al unei substanțe.

- tensiune termică -  tensiunea mecanică generată de variațiile de temperatură din interiorul unui material și care apare ca urmare a tendinței materialului de a se dilata sau contracta la temperaturi diferite.
- teorema lui Carnot - principiu care specifică randamentul termic maxim al mașinilor termice.
- teorema stărilor corespondente - afirmație că toate fluidele, când sunt comparate la aceleași temperaturi reduse și presiuni reduse, au aproximativ același factor de compresibilitate și toate se abat de la comportamentul gazului ideal aproximativ la fel.
- teoria caloricului - teorie științifică perimată despre „curgerea” căldurii, considerată un fluid.
- teoria cinetică (a gazelor) - model fizic care studiază comportamentul macroscopic al gazelor perfecte pe baza studiului statistic al parametrilor particulelor elementare constituente.
- termoacustică - parte a acusticii care studiază transformarea căldurii în energie sonoră.
- termoceas - ceas a cărui funcționare este asigurată prin conversia căldurii corpului uman în energie electrică.
- termocentrală -  centrală electrică în care se folosește energia chimică a cărbunilor, păcurii sau a altor combustibili.
- termocromie - proprietate a unor substanțe colorate de a se închide la culoare prin încălzire și de a reveni la nuanța inițială la răcire.
- termodifuziune - (sinonim: efectul Ludwig-Sorét) apariția unui gradient de concentrație într-un amestec solid sau lichid, când se aplică un gradient de temperatură; fenomenul de difuzie termică este folosit și la gaze pentru separarea izotopilor.
- termodinamică - ramură a fizicii care studiază proprietățile corpurilor din natură generate de agitația termică internă, precum și fenomenele macroscopice care conduc la modificări cantitative ale acestor proprietăți.

- termodinamică de echilibru - ramura termodinamicii care se ocupă cu studiul transformărilor materiei și energiei în sisteme în echilibru termodinamic.
- termodinamică de neechilibru - ramura termodinamicii care se ocupă de sisteme care nu sunt în echilibru termodinamic.
- termodinamică tehnică

- ramură a fizicii care are studiază procesele ce se desfășoară în mașinile și instalațiile termice, procese în care transferul de energie între corpuri se face sub formă de căldură și lucru mecanic;
- ramură a tehnicii care studiază utilizarea căldurii în scopuri industriale sau casnice.
- termogramă - curbă de înregistrare grafică a temperaturii.
- termologie - disciplină care se ocupă cu studiul căldurii.
- termomanometru - aparat care indică în același timp temperatura și presiunea.
- termometrie - ramură a fizicii care se ocupă cu metodele de măsurare a temperaturii.
- termometrograf - termometru înregistrator.
- termometru - instrument pentru măsurarea temperaturii.
- termoregulator - v. termostat.
- termopexie - proprietate pe care o au corpurile de a fixa căldura.
- termoscop - aparat utilizat la punerea în evidență a unei diferențe de temperatură.
- termoscopie - operație de măsurare a temperaturii.
- termostat - aparat care servește la menținerea unei temperaturi constante într-o incintă sau într-un circuit; sinonim: termoregulator.
- termostatic - care este apt de a menține o anumită temperatură.
- termotehnică - prescurtare de la termodinamică tehnică.
- timp de relaxare - perioada după care se restabilește echilibrul termodinamic al unui sistem în cadrul procesului de relaxare.
- tiraj - diferență de presiune realizată de un coș de evacuare a gazelor arse, care asigură circulația aerului (și a gazelor de ardere) într-o instalație de încălzire cu focar.
- titlul vaporilor - fracția masică a vaporilor într-un amestec saturat de lichid și vapori.
- transformare infinitezimală - formă limită a unei transformări mici.
- transformare termodinamică - trecerea unui sistem termodinamic dintr-o stare de echilibru termodinamic în altă stare de echilibru, trecând prin anumite stări intermediare; altă denumire: proces termodinamic.
- transmiterea căldurii - parte a termodinamicii care studiază transferul căldurii între diverse sisteme termodinamice.
- transformare de fază - proces de trecere a unui corp de la o fază la alta, caracterizată de o schimbare bruscă a unei mărimi fizice.
- tranziție de fază - vezi transformare de fază.
- tubul vortex - dispozitiv pentru separarea gazului comprimat prin destindere turbionară în două jeturi, unul cald și unul rece.
- turn de răcire - construcție de lemn, de piatră, de beton armat etc. în care apa dintr-o instalație termică cedează o anumită cantitate de căldură, transmițând-o aerului ambiant.

## U
- umiditate - cantitate de lichid conținută într-un corp gazos sau solid.

## V
- vacanță - nod al unei rețele cristaline din care lipsește atomul, ionul sau molecula respectivă.
- vapori - substanță aflată în stare gazoasă la o temperatură inferioară punctului critic, care poate fi lichefiată prin comprimare.

- vapori saturați - vapori aflați la temperatura de saturație, cu titlul de 100 %.
- vapori saturați uscați - v. vapori saturați.
- vapori umezi - amestec de lichid și vapori aflat la temperatura de saturație.

- vaporizare - transformare a unui lichid în vapori.
- variabilă de stare - v. parametru de stare.
- variabile conjugate - pereche de variabile de stare una intensivă și alta extensivă al căror produs exprimă o energie.
- ventil de laminare - componentă a mașinilor frigorifice cu vapori, sau a celor de condiționare a aerului, care reglează cantitatea de agent frigorific care intră în vaporizator pentru a asigura o supraîncălzire a vaporilor agentului frigorific la o valoare constantă.
- vis viva - mărime fizică introdusă de Gottfried Leibniz, echivalentă în terminologia modernă cu dublul energiei cinetice.
- viteză de răcire - viteza de scădere în timp a temperaturii într-un sistem termodinamic.
- volum - parametru de stare extensiv care descrie mărimea spațiului ocupat de un sistem termodinamic.

- volum de control - abstractizare matematică pentru o regiune cu un volum dat, care într-un sistem de referință inerțial se deplasează în spațiu cu o viteză a curgerii constantă printr-un continuum care curge.
- volum masic - parametru de stare intensiv care indică raportul dintre volumul și masa unui sistem termodinamic.
- volum masic redus - raport între volumul masic și volumul masic al unei substanțe în punctul său critic.

## Z
- zero absolut - stare a materiei ale cărei molecule ori atomi au încetat agitația termică, deci substanța respectivă nu mai conține energie termică; este considerată cea mai scăzută temperatură din Univers.
- zonă de energie - vezi bandă de energie.
- zonă Brillouin - (în cadrul unei rețele cristaline) domeniile de variație a numărului de undă pentru care energia electronului este o funcție continuă de numărul de undă.